# 基什·亚诺什
基什·亚诺什（匈牙利語：Kis János，1943年9月17日—）是一位匈牙利哲学家和政治学家，自由民主主义者联盟创始人和首任党魁。

## 生平
基什出生于匈牙利布达佩斯。他的父亲在纳粹大屠杀中被杀。他于1967年毕业于罗兰大学，1973年，他从左派的角度批评马克思主义社会主义后，被匈牙利科学院哲学研究所解雇。
在激进左派和人权自由主义的基础上，他强烈反对匈牙利的卡达尔政权，他帮助创建了第一份反对派期刊，该刊于1981年12月首次发行。他是这本地下日记的主编，直到该国于1989年的民主化。
1992年起他成为中欧大学的教授。